# سدا توتخالیان
سدا گورگنی توتخالیان (روسی: Седа Гургеновна Тутхалян؛ ارمنی: Սեդա Գուրգենի Թութխալյան زادهٔ ۱۵ ژوئیهٔ ۱۹۹۹) یک ژیمناست هنری اهل ارمنستان-روسیه است.